# Cyperus sahelii
Cyperus sahelii är en halvgräsart som beskrevs av Väre och Ilkka Toivo Kalervo Kukkonen. Cyperus sahelii ingår i släktet papyrusar, och familjen halvgräs.
Artens utbredningsområde är Niger. Inga underarter finns listade i Catalogue of Life.